# Zbigniew Bruna
Zbigniew Bruna (ur. 24 marca 1934 w Jabłonowie) – dyrygent operowy i symfoniczny, profesor zwyczajny Akademii Muzycznej im. Feliksa Nowowiejskiego w Bydgoszczy i Akademii Muzycznej w Gdańsku.

## Życiorys
Urodził się w 1934 r. w Jabłonowie k. Stanisławowa. Tradycje muzyczne wyniósł z domu rodzinnego. Ojciec adwokat grał na skrzypcach, matka śpiewała i grała na fortepianie. Kształcił się muzycznie w Liceum Muzycznym w Sopocie w klasie fortepianu Olgi Ilwickiej. Ukończył dyrygenturę symfoniczną w Państwowej Wyższej Szkole Muzycznej w Warszawie w klasie prof. Stanisława Wisłockiego. 
Był długoletnim dyrygentem Państwowej Opery i Filharmonii Bałtyckiej w Gdańsku, Teatru Muzycznego w Gdyni i Opery im. S. Moniuszki w Poznaniu. Sprawował kierownictwo muzyczne ok. 50 premier operowych, operetkowych i baletowych. Dyrygował ok. 2500 spektakli. Prowadził ok. 50 koncertów symfonicznych z orkiestrami w kraju i za granicą. 
Od 1965 r. pracował w wyższym szkolnictwie muzycznym. W 1983 r. otrzymał tytuł naukowy profesora, a w 1993 r. został mianowany przez Ministra Kultury profesorem zwyczajnym. W Akademii Muzycznej w Gdańsku przez wiele lat (1971–1981) pełnił funkcję dziekana Wydziału Wokalnego i prowadził jako dyrygent: orkiestrę, studenckie przedstawienia operowe i chór akademicki. 
Od 1990 r. pracował w bydgoskiej Akademii Muzycznej. Wykładał przedmioty: dyrygowanie i czytanie partytur. W 1993 r. powierzono mu funkcję kierownika Katedry Prowadzenia Zespołów Muzycznych, działającej przy Wydziale Dyrygentury Chóralnej i Edukacji Muzycznej. Był inicjatorem licznych przedsięwzięć np. organizacji Wydziałowego Konkursu Dyrygentów Chóralnych, seminariów i warsztatów poświęconych muzyce dawnej, interpretacji współczesnej muzyki chóralnej itp. Jego studenci zdobywali wyróżnienia na ogólnopolskich konkursach dyrygenckich akademii muzycznych w Polsce. Zapraszany był jako recenzent promotor w przewodach kwalifikacyjnych I i II stopnia oraz recenzent wniosków o nadanie tytułu profesora sztuk muzycznych w zakresie dyrygentury. Był zapraszany jako juror do ogólnopolskich i regionalnych konkursów chóralnych.
Obok pracy pedagogicznej, prowadził działalność artystyczną. Prowadził m.in. koncerty galowe z okazji 45-lecia Teatru Muzycznego w Gdyni (1998) i 50-lecia Opery Bałtyckiej (2000). 
W 1964 r. poślubił śpiewaczkę operetkową Longinę Kozikowską. 

## Odznaczenia
- Srebrny Krzyż Zasługi (1976)[2]
- Medal za Długoletnie Pożycie Małżeńskie (2019)[3]
- Brązowy Medal „Zasłużony Kulturze Gloria Artis” (28 sierpnia 2007)[4]

## Nagrody
- Nagroda Prezydenta Miasta Gdańska w Dziedzinie Kultury za wybitne osiągnięcia pedagogiczne, artystyczne i naukowe, przyczyniające się do promocji Gdańskiej Akademii Muzycznej i Gdańska w kraju i za granicą (2012)[5]